# Zlín Z-26 Trenér

Silnik Walter Minor 4-III eksponowany w MLP w Krakowie.

Zlín Z-26 Trenér – czechosłowacki samolot szkolno-treningowy opracowany w drugiej połowie lat 40. XX wieku przez przedsiębiorstwo Zlín. Samolot produkowany był w latach 1949-1974 w sześciu wersjach (Z-26, Z-126, Z-226, Z-326, Z-526, Z-726) oraz wielu dodatkowych wariantach, wykorzystywanych, poza celami szkoleniowymi, także jako samoloty akrobacyjne i holowniki szybowców. 
Samolot był jednosilnikowym dolnopłatem, początkowo (w wersji Z-26) o drewnianych skrzydłach i spawanym kadłubie kratownicowym, w kolejnych wersjach o konstrukcji całkowicie metalowej. Począwszy od wersji Z-326 samolot posiadał chowane podwozie główne.
Łącznie zbudowano 1457 egzemplarzy samolotu.